# Holding On
 (juin 2020).
Holding On est une mini-série britannique en huit épisodes d'environ 55 minutes, écrite par Tony Marchant et réalisée par Adrian Shergold, diffusée du 2 septembre au 21 octobre 1997 sur BBC2. Devenue populaire auprès des critiques et des téléspectateurs, la série remporte le prix de la Royal Television Society pour la meilleure série dramatique en 1998.
Cette série est inédite dans tous les pays francophones.

## Synopsis
La série suit la vie d'un groupe de personnes apparemment sans lien vivant à Londres, dont la vie est étrangement affectée par le meurtre d'une jeune femme dans la ville. Alors que certains membres du groupe sont en mesure de reprendre espoir à la suite de cet événement tragique, d'autres, dont le critique gastronomique Gary Rickey (Phil Daniels), sont désespérés. 

## Distribution

### Principale
- David Morrissey : Shaun
- Phil Daniels : Gary Rickey
- Lesley Manville : Hilary
- Saira Todd : Claire
- Freddie Annobil-Dodoo : Marcus
- Sam Kelly : Bernard
- Razaaq Adoti (en) : Chris
- Diane Parish (en) : Janet
- Ellen Thomas (en) : Florrie
- Treva Etienne : Lloyd
- Annette Badland : Brenda

### Secondaire
- Ruth Sheen : Alice
- Ace Bhatti (en) : Zahid
- Caroline Harker (en) : Vicky
- Sandra Voe (en) : Annie
- Rachel Power : Helen
- Emily Hamilton : Tina
- Meera Syal : Zita
- David Calder : Werner
- Frances Shergold : Frances
- Tim Woodward (en) : Ken
- Tilly Vosburgh (en) : Gabby

## Fiche technique
- Titre original : Holding On
- Réalisation : Adrian Shergold
- Scénario : Tony Marchant
- Sociétés de production :
- Distribution : 2 Entertain (en)

## Épisodes
Les épisodes, sans titres, sont numérotés d'un à huit.